# ند لاد
ند لاد، نام سرکردهٔ جنبش لادیسم بود که در اواخر قرن هجدهم در انگلستان شخصیتی همانند رابین هود در اذهان عمومی یافت. لود کارگران و بیکاران را تهییج می‌کرد تا به کارخانه‌ها حمله کنند و ماشین‌آلات را به مثابهٔ عامل بدبختی‌شان در هم بشکنند.